# Tallant (eina)

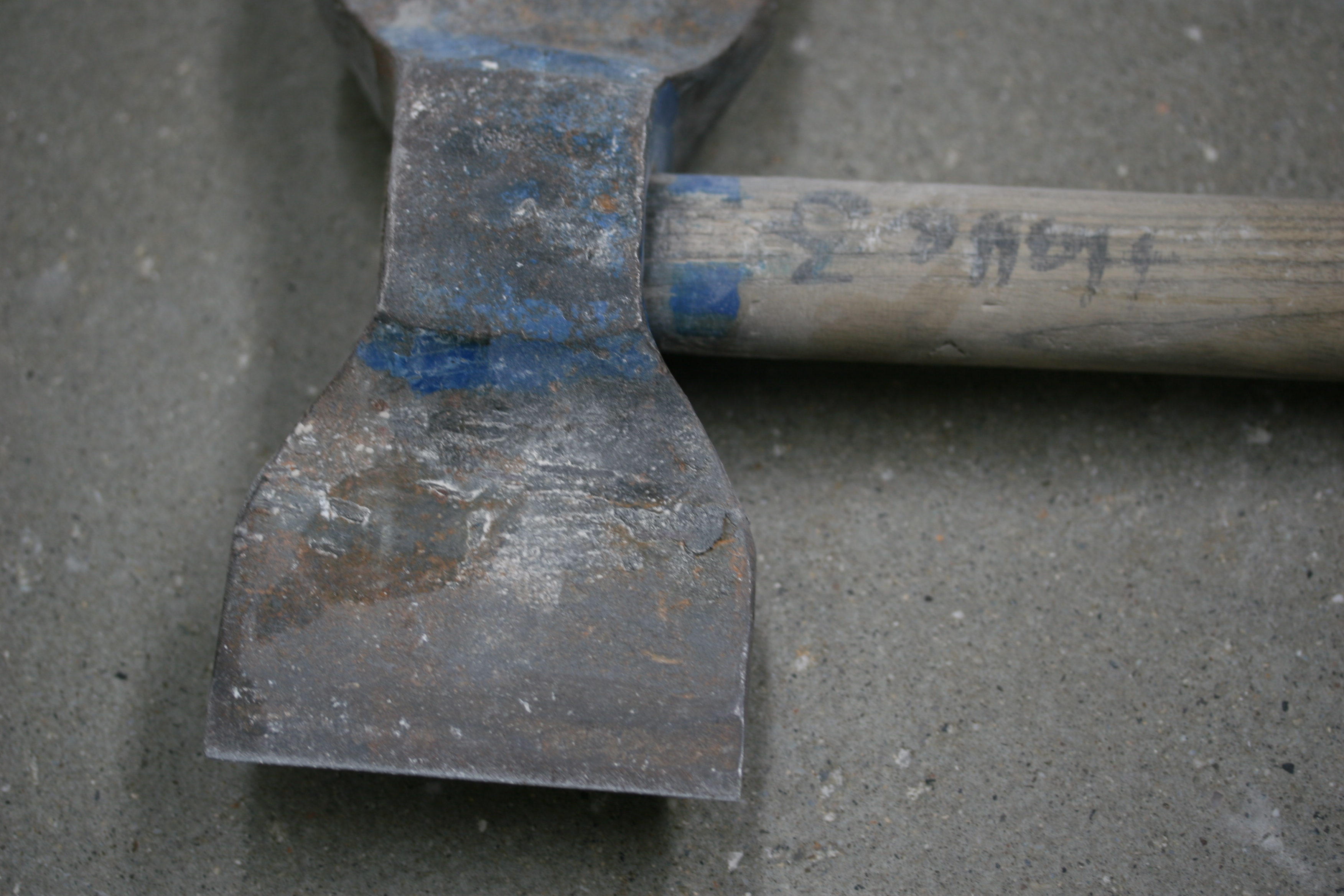
Tallant

Un tallant és una eina per a picar i rebaixar pedres, consistent en dues fulles amples i amb tall, que formen una sola peça i estan unides per l'ull o canó de ferro dins el qual passa el cap del mànec de fusta.